# Herva
Herva est une zone de planification de Tampere en Finlande. 
Herva comprend les zones statistiques: Hervanta, Rusko et Hervantajärvi.